# Daxová
Daxová (v anglickém originále Dax) je v pořadí osmá epizoda první sezóny seriálu Star Trek: Stanice Deep Space Nine.

## Příběh
Poručík Jadzia Dax se vrací do své kajuty, když je napadena skupinou cizinců. Doktor Bashir je svědkem pokusu o únos a podaří se mu upozornit komandéra Siska, že byli napadeni a Dax unesena. Únosci se dostanou na svou loď a téměř uniknou, ale posádce stanice se podaří včas opravit sabotovaný vlečný paprsek.
Zpátky na stanici obviní jeden z únosců, Ilon Tandro, význačná vojenská osobnost na planetě Klaestron IV, symbionta Daxe, kterého dříve hostil Curzon, z vraždy svého otce a chce za to potrestat Jadzii. Jeho tvrzení se opírá o fakt, že během občanské války informovala kódovaná zpráva protistranu o pozici Tandrova otce. A z lidí, kteří tuto pozici znali, byl Curzon Dax jediný, kdo neměl alibi.
Tandro se snaží využít smlouvy mezi Federaci a Klaestronem, která umožňuje vydávání zločinců, a přesvědčit Siska, aby mu vydal Dax. Ale Sisko a major Kira tvrdí, že jelikož stanice vlastně patří Bajoranům, uplatní se bajorská jurisdikce. Jelikož neexistuje žádná formální smlouva mezi Bajorem a Klaestronem, Bajorané požadují arbitrážní slyšení. Během něj Sisko tvrdí, že Jadzia a Curzon jsou dvě jiné osoby. Arbitr navrhuje oddělit symbionta Daxe, ale Bashir vysvětlí, že 93 hodin po spojení je hostitel na symbiontu biologicky závislý a oddělení by Jadzii zabilo.
Zatímco slyšení pokračuje, Odo navštíví Ilonovu matku, Eninu. Ta mu vysvětlí, že Ilon se stal posedlý nalezením zrádce svého otce, generála Ardelona Tandra. Jeho vražda dodala jeho lidem sílu zvítězit a od té doby je národním hrdinou. Enina zároveň tvrdí, že Curzon zrádcem není.
Osud Dax je stále nejasný, Siskovi se podaří prokázat, že Curzon a Jadzia jsou odlišné bytosti, ovšem Tandro tvrdí, že nemožnost potrestat symbionta za činy v předchozích životech by umožnila provést dokonalý zločin. Jadzia se staví k celé věci netečně. Sisko obdrží zprávu od Oda, že objevil důkazy milostné zápletky mezi Curzonem a Eninou, což může být motivem vraždy.
Enina Odovi přizná milostný poměr a vysvětlí, že její manžel nebyl ve svém životě takovým hrdinou, jakým se stal po smrti. Říká, že Ardelon už navždy zůstane hrdinou, ale její místo v dějinách je třeba změnit. Odo doprovodí Eninu na slyšení, kde vysvětlí, že v době vraždy byl Curzon v její posteli. Arbitr sdělí Ilonovi, že by měl přezkoumat svůj důkazní materiál a slyšení ukončí. Mezi čtyřma očima sdělí Enina Jadzii, že její muž byl tím, kdo poslal zprávu a chtěl zradit vlastní lidi a „za odměnu“ ho protistrana zabila.

## Zajímavosti
- Cílem epizody bylo ukázat část minulosti Jadzie Dax a také vysvětlit některé principy trillské společnosti.